# Шупики
Шу́пики — село в Україні, у Богуславській міській громаді Обухівського району Київської області. Колишній орган місцевого самоврядування — Шупиківська сільська рада, від 2020 року — Шупиківський старостинський округ, до складу якого входять села Шупики, Карандинці, Туники. Населення становить 580 осіб.

## Географія
Село розташоване на відстані 69 км від районного центру та на відстані 11 км від найближчої залізничної станції Миронівка.

## Населення
Чисельність населення у Шупиках у 1970 році складала 624 особи. За даними всеукраїнського перепису населення 2001 року у селі мешкало 580 осіб.
Мова
Розподіл населення за рідною мовою за даними перепису 2001 року був наступним:
| українська | 568 | 97,93 |
| російська  | 12  | 2,07  |

## Історія
Шупики були засновані у XVI—XVII століттях та належали до Богуславського староства. Перші письмові згадки про Шупики датуються 1739 роком. Про село йдеться у Леонтія Похилевича в «Сказаннях про населені місцевості Київської губернії» за 1864 рік: 
«О церкви Воскресения Христова в визите 1746 г. Богуславского деканата говорится, что она в 1739 г. построена на „погорельську“»
.
1739 року в Шупиках, що тоді належали до Богуславського староства Київського воєводства, закладена дерев'яна церква Воскресіння Христового, до якої пізніше була приписана парафія села Карандинці. Від 1797 року Шупики належали до Вільховецької волості Богуславського, а від 1846 року — до Канівського повіту Київської губернії.
На початку-середині XIX століття село з населенням 600 осіб належало графу Ксаверію Браницькому, який 1869 року продав Богуславський ключ Удільному відомству. На початку XX століття шупицькі землі орендував міщанин Д. І. Кубишкін.
1917 року під час селянського заворушення маєток Кубишкіна був спалений, а землі націоналізовано. Першими організаторами окупаційної влади більшовиків у Шупиках був шахтар Василь Купченко та місцеві селяни Архип Байбарза та Митрофан Машкаренко.
У 1929 році в селі створено першу сільськогосподарську артіль імені Т. Г. Шевченка, організаторами якої були Никін Василенко, Павло Куйбіда та Микола Матвієнко.
У 1932 році шупицький колгосп та сільська рада занесені на «чорну дошку» за невиконання плану хлібозаготівлі. План був виконаний лише на 24%. Голодомор 1932-1933 років забрав життя 136 мешканців Шупиків. Не оминули село й сталінські репресії. Нині відомі лише прізвища двох репресованих осіб — С. Я. Поповченка (нар. 1853, уродженця міста Богуслава, мешканця Шупиків, священика, репресованого у 1930 році та М. Т. Заломської, реабілітованих у 1989 році.
Наприкінці 1930-х років шупицький колгосп мав 523 га орної землі, урожайність становила 16,7 центнерів з гектару зернових та 230 центнерів з гектару. Колгосп також спеціалізувався на вирощуванні коней, свиней, великої рогатої худоби, а також діяла невелика птахоферма. Агротехнік колгоспу І. І. Грищенко та конюх М. І. Виграненко брали участь у ВДНГ.
З початком німецько-радянської війни, близько ста односельців мобілізували на фронт. Оборонні бої з німецькими військами, що наступали в районі Туників та Шупиків вели 5-й кавалерійський корпус та 227-ма стрілецька дивізія 26-ї армії під командуванням полковника Макарчука (резерв Південно-Західного фронту).
27 липня 1941 року село було окуповане німецькими військами. Під час окупації було розстріляно колгоспника-активіста Я. П. Байбурзу. На примусові роботи до Німеччини вивезено 90 осіб. Було спалено 20 колгоспних будівель, 13 хат колгоспників. 3 лютого 1944 року Шупики були відвойовані військами 496-го окремого кулеметно-артилерійського батальйону 159-го Дністровського ордена Червоного прапору та Богдана Хмельницького укріпрайону під командуванням С. Внувоза. На фронтах війни загинуло 57 місцевих мешканців, а також 12 радянських вояків, які віддали своє життя при відвоюванні села.
У 1950 році господарства колгоспів «Перемога» (с. Туники), «Нове життя» (с. Карандинці) та імені Тараса Шевченка (с. Шупики) об'єдналися в один колгосп імені Т. Г. Шевченка. Він ще неодноразово змінював свою назву — Т. Г. Шевченка, імені М. І. Калініна, СВК «Колос», нині — ТзОВ СГП «Шупики».

## Пам'ятники
В Шупиках встановлені:
- пам'ятник на спільному похованні воїнів Червоної армії, які загинули при визволенні села у 1944 році;
- пам'ятник воїнам-односельцям, полеглим на фронтах німецько-радянської війни 1941—1945 роках;
- пам'ятний знак-хрест 136-ти місцевим мешканцям — жертвам Голодомору 1932—1933 років, що був встановлений у вересні 2003 року на місцевому цвинтарі.

## Відомі люди
- Онупрієнко Дмитро Платонович — радянський військовик, Герой Радянського Союзу (1943). Учасник радянсько-фінської та німецько-радянської воєн.

## Інфраструктура
В селі діє Шупиківська філія Богуславського ліцею № 2. Культурні послуги для населення надають: три клубні та дві бібліотечні сільські філії. 